# Mike Galloway
Michael Galloway, detto Mike (Oswestry, 30 maggio 1965), è un allenatore di calcio ed ex calciatore scozzese, di ruolo difensore.